# Mallin
Mallin ist ein Ortsteil der Stadt Penzlin im Landkreis Mecklenburgische Seenplatte in Mecklenburg-Vorpommern.

## Geografie
Die Ortschaft Mallin liegt westlich des Tollensesees. Nahe dem Ort fließt der Aalbach, ein linker Nebenfluss der Tollense. Der nach dem Dorf Mallin benannte, zwei Kilometer entfernte Malliner See gehört zur Gemarkung der Nachbargemeinde Kuckssee. Die Stadt Penzlin ist sechs Kilometer von Mallin entfernt, das Zentrum der Kreisstadt Neubrandenburg neun Kilometer.

## Geschichte

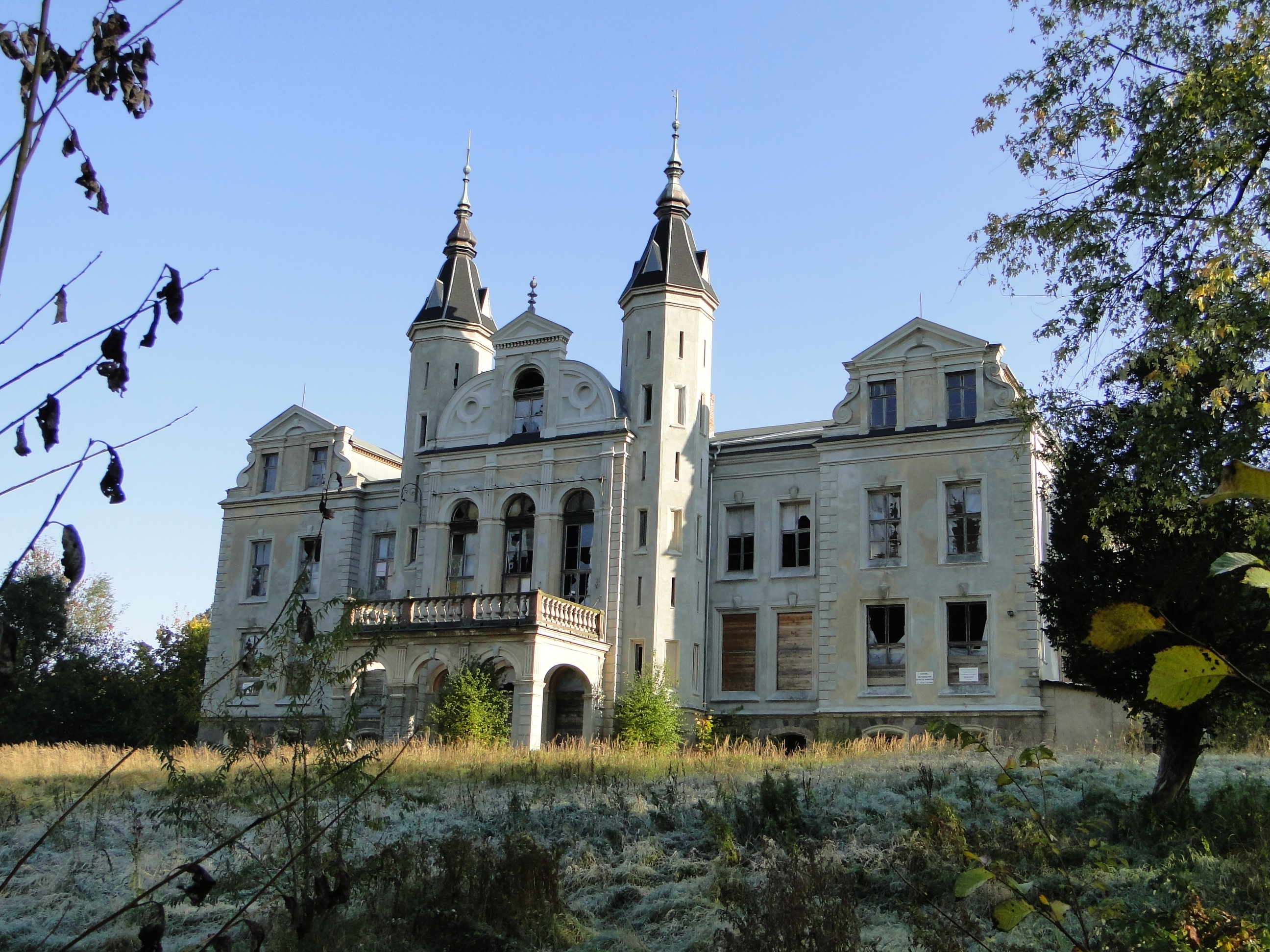
Herrenhaus Mallin

### Mallin
Der Name des 1348 erstmals erwähnten Dorfes Mallin könnte auf die slawischen Begriffe maly (= klein) oder malina (= Himbeere) zurückgehen. Im Laufe der Zeit entwickelte sich Mallin zu einem Gutsdorf, zu dessen Besitzern über viele Jahrzehnte die Familie von Maltzan gehörte.
Die Dorfkirche, ein rechteckiger verputzter Ziegelbau, der westliche Dachturm aus Fachwerk, stammt aus dem Jahr 1757, der Kanzelaltar mit Schranken aus der Erbauungszeit, das Betpult aus der ersten Hälfte des 18. Jh. Von 1608 sind Kelch und Patene aus vergoldetem Silber, die beiden Eisenguß-Glocken von 1829.  
Bemerkenswert ist das Herrenhaus Mallin (Schloss), das Baron von Hauff 1870/71 errichten ließ. Der Herrensitz mit seinen elf Achsen und einem Souterrain wirkt überdimensioniert. Das Schloss diente nach 1945 als Wohnung, Kindergarten, Künstleratelier und Gaststätte, seit 1991 steht es leer. Fehlende Instandhaltungsmaßnahmen und Vandalismus ließen es zusehends verfallen. 2007 wurden erste Instandsetzungsarbeiten durchgeführt, seitdem geht der Verfall jedoch weiter.
Der stark überwachsene Landschaftspark geht auf das Ende des 19. Jh. zurück.
Seit dem 1. Januar 2012 gehört die vormals eigenständige Gemeinde Mallin, zu der auch der Ortsteil Passentin gehörte, zur Stadt Penzlin.

## Kultur und Sehenswürdigkeiten

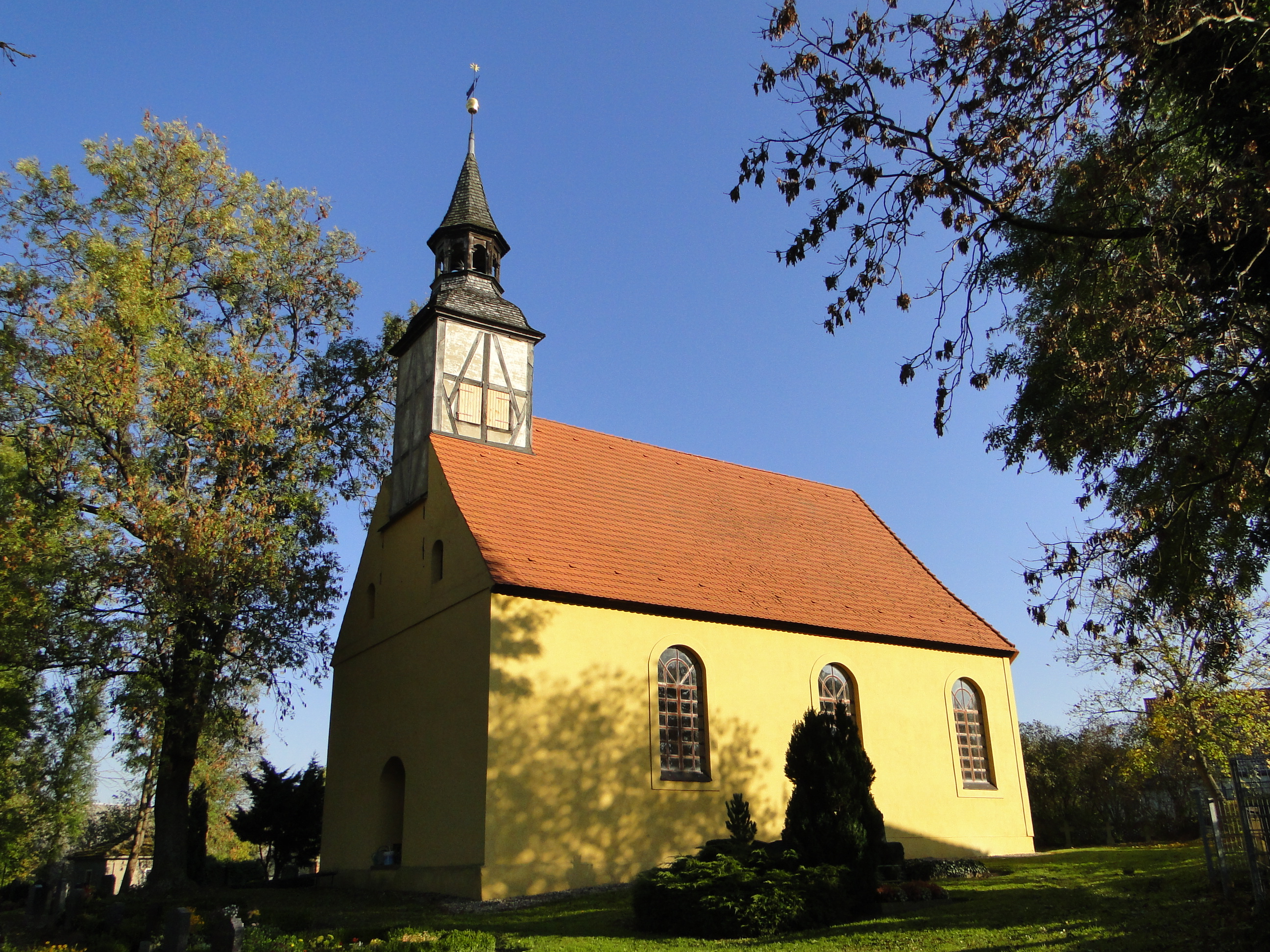
Dorfkirche Mallin

- Herrenhaus Mallin
- Dorfkirche Mallin
- Reiterhof Mallin

### Vereine
- Kulturverein
- Verein Freizeit, Umwelt, Natur

### Regelmäßige Veranstaltungen
- Osterfeuer
- Parkfest
- Erntefest

## Wirtschaft und Infrastruktur
Mehrere selbständige Landwirte, die sich mit dem Anbau von Getreide, Rüben und Raps sowie der Rindermast beschäftigen, prägen die Wirtschaftsstruktur in Mallin. Daneben gibt es kleinere Handwerks- und Dienstleistungsbetriebe. In den letzten Jahren konnte sich Mallin durch die Nähe zu Neubrandenburg als Wohnstandort – insbesondere für junge Familien – profilieren. Neue Potenziale wurden auch im Touristikbereich erschlossen (Hotel, Ferienwohnung, Reiterhof).

### Verkehrsanbindung
Mallin liegt an der Bundesstraße 192 von Neubrandenburg nach Waren (Müritz). Der nächste größere Bahnhof befindet sich im wenige Kilometer entfernten Neubrandenburg.

## Persönlichkeiten
- Friedrich von Maltzan (1838–1914), preußischer Generalleutnant